# C/2007 E2 (Lovejoy)
C/2007 E2 (Lovejoy) – kometa długookresowa odkryta 15 marca 2007 roku przez Australijczyka Terry’ego Lovejoya. Pierwsza w historii kometa odkryta wyłącznie przy użyciu cyfrowego aparatu fotograficznego.

## Odkrycie
Odkrywca od 2005 prowadził poszukiwania komet. W trakcie jednej z sesji fotograficznych zauważył zielonkawy obiekt w gwiazdozbiorze Indianina. Znajdował się na 16 zdjęciach o czasach naświetlania po 90 sekund każde. Do odkrycia komety nie używał teleskopu, a jedynie cyfrowego aparatu fotograficznego Canon EOS 350D z zamontowanym obiektywem o ogniskowej 200 mm.
Odkrycie zostało potwierdzone 16 marca 2007 przez Johna Drummonda z Obserwatorium Nowozelandzkiego. Obserwacje pozwoliły zmierzyć jasność (ok. 9,5m) i wymiary obserwowane komety (2,6') oraz ustalić niektóre elementy jej orbity.

## Orbita i właściwości fizyczne komety
C/2007 E2 (Lovejoy) jest kometą długookresową, której jeden obieg wokół Słońca trwa około 48 tysięcy lat. Nachylenie jej orbity względem ekliptyki to 95,9°, a mimośród ma wartość 0,9992. Kometa pochodzi z Obłoku Oorta i w styczniu 2015 roku w drodze ku Słońcu minęła Ziemię. W obłoku otaczającym kometę odnaleziono cząsteczki etanolu i najprostszej wersji cukru, aldehydu glicerynowego. Dotychczas takie substancje udało się wykryć tylko w przestrzeni kosmicznej oraz w pobliżu rodzących się gwiazd.